# متيم الهشامية
مُتَيَّم الهِشَامِيَّة (توفي 224 هـ / 838 م) هي أشهر المغنيات القيان في العصر العباسي.
هي متيم، مولاة لبانة بنت عبد الله بن إسماعيل المواكبي. ولدت بالبصرة و اشتراها علي بن هشام فنسبت إليه. أخذت الغناء عن إسحق الموصلي.
قتل علي بن هشام في عهد المأمون، و مرت متيم وهي مستخفية بقصره وقالت:

## وصلات خارجية
- ذكر متيم الهشامية وبعض أخبارها - كتاب الأغاني للأصفهاني - موقع الحكواتي